# Versuchsstellen der Bundesmarine
Das Versuchsstellen der Bundesmarine waren Einrichtungen für Truppenversuche der Marine, die von 1956 bis 1968 bestanden.
Es wurden sieben Versuchsstellen mit Aufstellungsbefehlen vom 25. Juli 1956 (Befehle Nr. 47 bis 52) zum 15. August 1956 ausgestellt, welche im August 1968 zum Kommando Truppenversuche der Marine zusammengelegt wurden.
Die Versuchsstellen wurden hauptsächlich durch einen Fregattenkapitän, in Ausnahmen auch durch einen Korvettenkapitän, geleitet.

## Marineartillerieversuchsstelle (MArtVsuSt)

### Versuchsstellengeschichte
Die Marineartillerieversuchsstelle wurde Mitte August 1956 in Kiel-Holtenau aufgestellt. Die Unterstellung erfolgte unter das Marinewaffenkommando, später Kommando der Marinewaffen bzw. der Inspektion der Marinewaffen im Marineamt.
AT 2, ein ehemaliges Minenräumboot der US Navy, war u. a. der Versuchsstelle zugeteilt. Ebenso waren mit B 1 und B 2 zwei Boote der Klasse 438/439 der Versuchsstelle zugeordnet.

### Leiter der Versuchsstelle MArtVsuSt
- Korvettenkapitän Ernst Kumlin: von August 1956 bis März 1957 mit der Wahrnehmung der Geschäfte beauftragt
- Fregattenkapitän Alfred Gohrbandt: von März 1957 bis Oktober 1959
- Fregattenkapitän Paul Schmalenbach: von November 1959 bis September 1962
- Fregattenkapitän Hans-Werner Bruhn: von Oktober 1962 bis Februar 1966
- Fregattenkapitän Hans Hansen: von März 1966 bis März 1968
- Fregattenkapitän Helmut Noack: von April 1968 bis August 1968

## Marinetorpedoversuchsstelle (MTpVsuSt)

### Versuchsstellengeschichte
Die Marinetorpedoversuchsstelle wurde Mitte August 1956 in Flensburg-Mürwik aufgestellt. Die Unterstellung erfolgte unter das Marinewaffenkommando, später Kommando der Marinewaffen bzw. der Inspektion der Marinewaffen im Marineamt.

### Leiter der Versuchsstelle MTpVsuSt
- Korvettenkapitän Wilhelm Reuen: von August 1956 bis August 1957 mit der Wahrnehmung der Geschäfte beauftragt
- Fregattenkapitän Claus Korth: von August 1957 bis April 1961
- Korvettenkapitän Wilhelm Reuen: von Mai 1961 bis Juni 1961
- Fregattenkapitän Wolf-Dietrich Babbel: von Juli 1961 bis Dezember 1961
- Fregattenkapitän Wilhelm Kohlbach: von Januar 1961 bis September 1964
- Fregattenkapitän Kurt Petersen: von Oktober 1964 bis August 1968

## Marinesperrwaffenversuchsstelle (MSpWaVsuSt)

### Versuchsstellengeschichte
Die Marinesperrwaffenversuchsstelle wurde Mitte August 1956 in Flensburg-Mürwik aufgestellt. Die Unterstellung erfolgte unter das Marinewaffenkommando, später Kommando der Marinewaffen bzw. der Inspektion der Marinewaffen im Marineamt.
Die Niobe, ein Küstenwachboot der Klasse 361, war der Versuchsstelle zugeteilt.
Später wurde sie nach Kiel verlegt. Am 1. April 1967 folgte die erneute Verlegung, nun nach Eckernförde.

### Leiter der Versuchsstelle MSpWaVsuSt
- Korvettenkapitän Julius Schäfer: von August 1956 bis Mai 1957 mit der Wahrnehmung der Geschäfte beauftragt
- Fregattenkapitän Paul Morgenstern: von Mai 1957 bis Juni 1959
- Korvettenkapitän/Fregattenkapitän Johannes Woidneck: von Juli 1959 bis März 1964
- Fregattenkapitän Gerhard Bredekamp: von April 1964 bis September 1966
- Fregattenkapitän Johannes Wilcke: von Oktober 1966 bis August 1968

## Marine-Ujagdversuchsstelle (MUjagdVsuSt)

### Versuchsstellengeschichte
Die Marine-Ujagdversuchsstelle wurde Mitte August 1956 in Flensburg-Mürwik aufgestellt. Die Unterstellung erfolgte unter das Marinewaffenkommando, später Kommando der Marinewaffen bzw. der Inspektion der Marinewaffen im Marineamt.
UW 6, ein ehemaliges Minenräumboot der US Navy, war u. a. der Versuchsstelle zugeteilt.

### Leiter der Versuchsstelle MUjagdVsuSt
- Korvettenkapitän Helmut Eggers: von August 1956 bis Februar 1961
- Korvettenkapitän/Fregattenkapitän Eberhard Zimmermann: von Februar 1961 bis September 1963
- Korvettenkapitän Herbert Bruhn: von Oktober 1963 bis August 1968, anschließend Kommandeur des Kommando Truppenversuche Marine

## Marinefernmeldeversuchsstelle (MFmVsuSt)

### Versuchsstellengeschichte
Die Marinefernmeldeversuchsstelle wurde Mitte August 1956 in Flensburg-Mürwik aufgestellt. Die Unterstellung erfolgte unter das Marinefernmeldekommando, später Kommando der Marineführungsdienste bzw. der Inspektion der Marineführungsdienste im Marineamt.

### Leiter der Versuchsstelle MFmVsuSt
- Kapitänleutnant/Korvettenkapitän/Fregattenkapitän Franz Knapp: von August 1956 bis September 1967
- Fregattenkapitän Wolfgang Simon: von Oktober 1967 bis März 1968, anschließend bis August 1968 mit der Aufstellung des Kommando Truppenversuche Marine beauftragt
- Fregattenkapitän Hans-Jürgen Heise: von April 1968 bis August 1968 mit der Wahrnehmung der Geschäfte beauftragt

## Marine-Ortungsversuchsstelle (MOVsuSt)

### Versuchsstellengeschichte
Die Marine-Ortungsversuchsstelle wurde Mitte August 1956 in Bremerhaven aufgestellt. Die Unterstellung erfolgte unter das Marinefernmeldekommando, später Kommando der Marineführungsdienste bzw. der Inspektion der Marineführungsdienste im Marineamt.
Einziger Leiter der Versuchsstelle MOVsuSt war der Fregattenkapitän Heinz Engelmann.